# Figura de pie en tres módulos
Figura de pie en tres módulos es una escultura realizada por Elena Laverón que se ubica en la rotonda en la glorieta del Profesor Rodríguez Carrión, entre el Bulevar Louis Pasteur y la Avenida del Doctor Manuel Domínguez, presidiendo la entrada a la Ciudad Universitaria del distrito Teatinos-Universidad de la ciudad andaluza de Málaga, España.
Está construida en bronce y chapa de bronce y consta de tres módulos con unas dimensiones. Se sitúa a 15 metros de altura y pesa 10 toneladas.Fue confeccionada por las Fundiciones Artísticas del Sur y diseñada por Elena Laverón a partir de una escultura previa en bronce de 1500 x 300 x 100 cm del año 1963.